# Pteris nanlingensis
Pteris nanlingensis är en kantbräkenväxtart som beskrevs av R. H. Miau. Pteris nanlingensis ingår i släktet Pteris och familjen Pteridaceae. Inga underarter finns listade.